# Complesso nuragico di Santa Caterina
Il complesso di Santa Caterina è un sito archeologico situato all'interno dell'abitato di Uri, nella Sardegna nord-occidentale. È formato da un nuraghe ed un villaggio nuragico.
Il nuraghe è di tipo complesso ed è composto dal mastio (la torre centrale) avente un diametro di 11,70 metri, e due torri secondarie del diametro di metri 4,25 e 4,50, queste ultime raccordate da una cinta muraria che circoscrive un cortiletto interno.

L'esistenza di un villaggio intorno al nuraghe è rivelata dalla presenza del basamento di alcune capanne, riportate alla luce negli scavi effettuati alla fine del secolo scorso a cura degli archeologi Giancarlo Pes e Fabio Fiori.
Il complesso, realizzato con blocchi di calcare e trachite sistemati in filari regolari, si conserva per una altezza massima residua di m 1.70.